# Корякский округ
Коря́кский о́круг (коряк. Чав’чываокруг) — административно-территориальная единица с особым статусом в составе Камчатского края России.
Граничит на севере с Чукотским автономным округом и Магаданской областью.
Административный центр — пгт Палана.

## История
Слабость Российской Империи на дальневосточных рубежах во второй половине XIX — начале XX века создавала благоприятную обстановку для «хищничества» (как тогда называли браконьерство) в мористом прибрежье округа со стороны передовых морских держав.
В годы Первой мировой войны, как видно из документов, иностранное браконьерство (прежде всего, японское) продолжалось, сопровождаясь порой откровенным разбоем. Как докладывал в 1915 году исполняющий должность ревизора транспорта «Тобол», «...японцы, не довольствуясь своим хищническим уловом, после окончания хода рыбы насильственным путём отбирают у коряков их улов, необходимый для заготовления запаса на зиму, при этом бьют коряков, нанося подчас им тяжкие побои».
10 декабря 1930 года был образован Корякский национальный округ.
22 июля 1934 года ВЦИК постановил включить в состав Камчатской области Чукотский и Корякский национальные округа.
Являясь самостоятельным субъектом РФ, Корякский автономный округ входил в состав Дальневосточного федерального округа и Камчатской области.
23 октября 2005 года был проведён референдум по объединению Корякского автономного округа с Камчатской областью. Население поддержало объединение регионов.
В 2006 году в Корякском автономном округе произошло сильнейшее землетрясение, вследствие которого было упразднено село Корф Олюторского района.
С 1 июля 2007 года после объединения Камчатской области и Корякского автономного округа в Камчатский край стал Корякским округом.
Согласно федеральному конституционному закону Российской Федерации и Уставу Камчатского края, является «административно-территориальной единицей с особым статусом».

## Географическое положение
Корякский округ располагается в северной части полуострова Камчатка, занимая 60 % его площади, прилегающую к нему часть материка и остров Карагинский. Омывается с востока Беринговым морем Тихого океана (протяжённость берега более 1500 км), а с запада — Охотским морем (протяжённость берега примерно 1500 км).
Расстояние от административного центра Палана до Москвы — 6 280 км, до Петропавловска-Камчатского — 851 км (по прямой).

## Население
| 1939    | 1959    | 1965    | 1970    | 1979    | 1987    | 1989    |
| ------- | ------- | ------- | ------- | ------- | ------- | ------- |
| 23 000  | ↗27 525 | ↗35 000 | ↘30 917 | ↗34 265 | ↗40 000 | ↘39 363 |
| 1990    | 1991    | 1992    | 1993    | 1994    | 1995    | 1996    |
| ↘37 622 | ↗37 709 | ↘37 366 | ↘35 705 | ↘33 071 | ↘31 155 | ↘29 881 |
| 1997    | 1998    | 1999    | 2000    | 2001    | 2002    | 2003    |
| ↘29 026 | ↘28 324 | ↘27 480 | ↘26 645 | ↘25 831 | ↘25 157 | ↘24 964 |
| 2004    | 2005    | 2006    | 2007    | 2008    | 2009    | 2010    |
| ↘24 348 | ↘23 839 | ↘23 185 | ↘22 580 | ↘21 886 | ↘21 068 | ↘18 759 |
| 2012    | 2013    | 2014    | 2015    | 2016    | 2017    | 2018    |
| ↘18 354 | ↘17 997 | ↘17 581 | ↘17 161 | ↘16 752 | ↘16 337 | ↘16 100 |
| 2019    | 2020    | 2021    | 2023    |         |         |         |
| ↘15 922 | ↘15 705 | ↗15 781 | ↘15 393 |         |         |         |

Демография
| Рождаемость (число родившихся на 1000 человек населения) | Рождаемость (число родившихся на 1000 человек населения) | Рождаемость (число родившихся на 1000 человек населения) | Рождаемость (число родившихся на 1000 человек населения) | Рождаемость (число родившихся на 1000 человек населения) | Рождаемость (число родившихся на 1000 человек населения) | Рождаемость (число родившихся на 1000 человек населения) | Рождаемость (число родившихся на 1000 человек населения) | Рождаемость (число родившихся на 1000 человек населения) |
| 1970                                                     | 1975                                                     | 1980                                                     | 1985                                                     | 1990                                                     | 1995                                                     | 1996                                                     | 1997                                                     | 1998                                                     |
| -------------------------------------------------------- | -------------------------------------------------------- | -------------------------------------------------------- | -------------------------------------------------------- | -------------------------------------------------------- | -------------------------------------------------------- | -------------------------------------------------------- | -------------------------------------------------------- | -------------------------------------------------------- |
| 22,2                                                     | ↘21,1                                                    | ↘20                                                      | ↗20,8                                                    | ↘16,1                                                    | ↘11,5                                                    | →11,5                                                    | ↗11,8                                                    | ↗12,9                                                    |
| 1999                                                     | 2000                                                     | 2001                                                     | 2002                                                     | 2003                                                     | 2004                                                     | 2005                                                     | 2006                                                     |                                                          |
| ↘10,7                                                    | ↘10                                                      | ↗10,6                                                    | ↗11,3                                                    | ↘10,9                                                    | ↗14,1                                                    | ↘12,5                                                    | ↘11,8                                                    |                                                          |

| Смертность (число умерших на 1000 человек населения) | Смертность (число умерших на 1000 человек населения) | Смертность (число умерших на 1000 человек населения) | Смертность (число умерших на 1000 человек населения) | Смертность (число умерших на 1000 человек населения) | Смертность (число умерших на 1000 человек населения) | Смертность (число умерших на 1000 человек населения) | Смертность (число умерших на 1000 человек населения) | Смертность (число умерших на 1000 человек населения) |
| 1970                                                 | 1975                                                 | 1980                                                 | 1985                                                 | 1990                                                 | 1995                                                 | 1996                                                 | 1997                                                 | 1998                                                 |
| ---------------------------------------------------- | ---------------------------------------------------- | ---------------------------------------------------- | ---------------------------------------------------- | ---------------------------------------------------- | ---------------------------------------------------- | ---------------------------------------------------- | ---------------------------------------------------- | ---------------------------------------------------- |
| 11,6                                                 | ↘11,2                                                | ↘10                                                  | ↘7,6                                                 | ↗8,7                                                 | ↗14,4                                                | ↘13,4                                                | ↘12,7                                                | ↘11,6                                                |
| 1999                                                 | 2000                                                 | 2001                                                 | 2002                                                 | 2003                                                 | 2004                                                 | 2005                                                 | 2006                                                 |                                                      |
| ↗13,3                                                | ↗13,5                                                | ↗13,8                                                | ↘13,7                                                | ↗18,7                                                | ↗19,2                                                | ↗19,8                                                | ↘16                                                  |                                                      |

| Естественный прирост населения (на 1000 человек населения, знак (-) означает естественную убыль населения) | Естественный прирост населения (на 1000 человек населения, знак (-) означает естественную убыль населения) | Естественный прирост населения (на 1000 человек населения, знак (-) означает естественную убыль населения) | Естественный прирост населения (на 1000 человек населения, знак (-) означает естественную убыль населения) | Естественный прирост населения (на 1000 человек населения, знак (-) означает естественную убыль населения) | Естественный прирост населения (на 1000 человек населения, знак (-) означает естественную убыль населения) | Естественный прирост населения (на 1000 человек населения, знак (-) означает естественную убыль населения) | Естественный прирост населения (на 1000 человек населения, знак (-) означает естественную убыль населения) | Естественный прирост населения (на 1000 человек населения, знак (-) означает естественную убыль населения) |
| 1970 | 1975 | 1980 | 1985 | 1990 | 1995 | 1996 | 1997 | 1998 |
| --- | --- | --- | --- | --- | --- | --- | --- | --- |
| 10,6 | ↘9,9 | ↗10 | ↗13,2 | ↘7,4 | ↘−2,9 | ↗−1,9 | ↗−0,9 | ↗1,3 |
| 1999 | 2000 | 2001 | 2002 | 2003 | 2004 | 2005 | 2006 | |
| ↘−2,6 | ↘−3,5 | ↗−3,2 | ↗−2,4 | ↘−7,8 | ↗−5,1 | ↘−7,3 | ↗−4,2 | |

| Ожидаемая продолжительность жизни при рождении (число лет) | Ожидаемая продолжительность жизни при рождении (число лет) | Ожидаемая продолжительность жизни при рождении (число лет) | Ожидаемая продолжительность жизни при рождении (число лет) | Ожидаемая продолжительность жизни при рождении (число лет) | Ожидаемая продолжительность жизни при рождении (число лет) | Ожидаемая продолжительность жизни при рождении (число лет) | Ожидаемая продолжительность жизни при рождении (число лет) | Ожидаемая продолжительность жизни при рождении (число лет) |
| 1993                                                       | 1994                                                       | 1995                                                       | 1996                                                       | 1997                                                       | 1998                                                       | 1999                                                       | 2000                                                       | 2001                                                       |
| ---------------------------------------------------------- | ---------------------------------------------------------- | ---------------------------------------------------------- | ---------------------------------------------------------- | ---------------------------------------------------------- | ---------------------------------------------------------- | ---------------------------------------------------------- | ---------------------------------------------------------- | ---------------------------------------------------------- |
| 57                                                         | ↘53,5                                                      | ↘53,2                                                      | ↗54,2                                                      | ↗55,3                                                      | ↗56,4                                                      | ↘55,7                                                      | →55,7                                                      | ↘55,4                                                      |
| 2002                                                       | 2003                                                       | 2004                                                       | 2005                                                       | 2006                                                       | 2007                                                       | 2008                                                       | 2009                                                       |                                                            |
| ↗56,4                                                      | ↘54,1                                                      | ↘53,1                                                      | ↘51,3                                                      | ↗56                                                        | ↗56,2                                                      | ↘56                                                        | ↘55,1                                                      |                                                            |

### Национальный состав
По переписи 2010 года: русские — 8669 чел. (46,2 %), коряки — 5676 чел. (30,3 %), чукчи — 1327 чел. (7,1 %), ительмены — 948 чел. (5,1 %), эвены — 743 чел. (4,0 %), украинцы — 474 чел. (2,5 %).

## Климат, природа и сейсмическая обстановка
Климат суровый, субарктический, на побережьях — морской, во внутренних районах — континентальный. Зима продолжительная, снежная и морозная, средняя температура января −24 °C…−26 °C. Лето короткое, прохладное и дождливое, средняя температура июля +12 °C…+14 °C. Среднее количество осадков от 300 до 700 мм в год.
Природа разнообразна: срединные горные хребты с ледниками, прибрежные сопки, обширные пространства лесотундры и тундры, местами многолетняя мерзлота. Тысячи рек и озёр, богатых рыбой (кета, горбуша, голец, хариус, форель); десятки разных видов животных (медведь, лось, снежный баран, заяц, песец, соболь и др.), сотни видов лесных и водоплавающих птиц. В тундре на пастбищах пасутся олени.
Основные реки: Пенжина (протяженность 713 км), Таловка (458 км), Вывенка (395 км), Пахача (293 км), Апука (296 км), Укэлаят (288 км).
Озера: Таловское (44 кв.км), Паланское (28 кв.км).
Горные хребты: Срединный, Ветвейский, Пенжинский, Пахачинский, Олюторский и др. Высоты: г. Хувхойтун (2613 м), г. Ледяная (2562 м), г. Острая (2552 м). г. Шишель (2531 м), сопка Тылеле (2234 м).
Заповедники: Корякский природный заповедник, включающий мыс Говена, бухту Лаврова и Парапольский дол (327 тыс. га); природные заказники — остров Карагинский (193 тыс. га), река Морошечная (150 тыс. га), река Белая (90 тыс. га), озеро Паланское (88 тыс. га), лагуна Каазарок (17 тыс. га), Утхолок (50 тыс. га).
Памятники природы: Паланские геотермальные источники, бухта Анастасии, о. Маньчжур, Лиственничный лес, аметисты реки Шаманка и др.

## Природные ресурсы
Полезные ископаемые: нефть, природный газ, уголь, рудные залежи цветных металлов (меди, никеля, олова, ртути); долинные россыпи платины и золота.

## Экономика
Основные отрасли: рыбная промышленность (добыча и переработка рыбы и морепродуктов), сельское хозяйство, оленеводство, добыча угля и цветных металлов, электроэнергетика, транспорт, туризм.

## СМИ
Газета «Народовластие». Первый номер газеты, называвшейся тогда «Корякский большевик», вышел 2 ноября 1937 года. С 1953 года – «Корякский коммунист», с 1991 года – современное название.

## Административно-территориальное деление

### Районы
- Карагинский район (юго-восток)
- Олюторский район (северо-восток)
- Пенжинский район (северо-запад)
- Тигильский район (юго-запад)

### Муниципальные образования
На территории Корякского округа 33 муниципальных образования: 1 городской округ и 4 муниципальных района, включающие 24 сельских поселения и 3 межселенные территории:
Городской округ «посёлок Палана»
Административный центр Корякского округа.
Карагинский район
Сельские поселения «село Ивашка», «село Ильпырский», «село Карага», «посёлок Оссора», «село Тымлат» + межселенная территория (село Кострома)
Олюторский район
Сельские поселения «село Апука», «село Ачайваям», «село Вывенка», «село Пахачи», «село Средние Пахачи», «село Тиличики», «село Хаилино» + межселенная территория (село Корф)
Пенжинский район
Сельские поселения «село Аянка», «село Каменское», «село Манилы», «село Слаутное», «село Таловка» + межселенная территория (село Оклан, село Парень)
Тигильский район
Сельские поселения «село Воямполка», «село Ковран», «село Лесная», «село Седанка», «село Тигиль», «село Усть-Хайрюзово», «село Хайрюзово».